# كريس بيث
كريستوفر جيمس بيث (بالإنجليزية: Chris Beath)‏ (من مواليد 17 نوفمبر 1984) هو حكم كرة قدم أسترالي في الدوري الأسترالي. تمت إضافة بيث إلى القائمة الدولية لحكام الفيفا عام 2011، حيث كان بمثابة الحكم في المباريات مثل كأس تحدي كيرين بين اليابان وأيسلندا. في يناير عام 2018، تم اختيار بث كأحد الحكام لبطولة آسيا تحت 23 عاما 2018 التي أقيمت في الصين. أدار بث المباراة الافتتاحية لهذه البطولة.